# Süddeutsche Bürgermeisterverfassung
Als Süddeutsche Bürgermeisterverfassung (heute  Süddeutsche Ratsverfassung) wird das im Laufe des 19. Jahrhunderts im Königreich Bayern, dem Großherzogtum Baden und dem Königreich Württemberg entstandene Kommunalverfassungssystem bezeichnet. Hauptorgane sind der Gemeinderat sowie der direkt gewählte Bürgermeister, dem eine sehr starke Stellung eingeräumt wird. Es ist seit der deutschen Wiedervereinigung der häufigste von vier Typen von Kommunalverfassungssystemen geworden und gilt in Baden-Württemberg, Bayern, seit 1994 in Sachsen, Sachsen-Anhalt und Thüringen, ebenso seit 1994 in Nordrhein-Westfalen, Rheinland-Pfalz und im Saarland sowie seit 1996 in Niedersachsen.
In der Grundform führt der direkt von der Bevölkerung gewählte Bürgermeister bzw. Oberbürgermeister den Vorsitz im Gemeinde- bzw. Stadtrat und ist sowohl Leiter der Gemeindeverwaltung als auch beamtenrechtlich oberste Dienstbehörde der Beamten der Gemeinde. Zudem ist er oberster Repräsentant der Gemeinde. Ihm gegenüber steht der ebenfalls von den Bürgern der Gemeinde gewählte Gemeinde- bzw. Stadtrat, der seinerseits beratende und beschließende Ausschüsse bildet. In der Regel werden diese vom Bürgermeister selbst geleitet; er kann sich allerdings auch vertreten lassen.
Klassischerweise ist der Bürgermeister also zugleich Ratsvorsitzender und Verwaltungschef. Trifft dies nicht zu, spricht man auch auf Grund der Doppelspitze von einer Dualistischen Bürgermeisterverfassung: So wählen die Gemeinderäte in Brandenburg, Mecklenburg-Vorpommern, Niedersachsen und Schleswig-Holstein einen Vorsitzenden aus den eigenen Reihen sowie Beigeordnete, die unter dem volksgewählten Bürgermeister die Verwaltung leiten. In Thüringen ist es dem Gemeinderat freigestellt, einen Vorsitzenden aus den eigenen Reihen zu wählen (dann steht dieser und nicht wie normal der Bürgermeister dem Rat vor).